# 9e étape du Tour d'Italie 2023
Pour un article plus général, voir Tour d'Italie 2023.
La 9e étape du Tour d'Italie 2023 se déroule le dimanche 14 mai 2023 sous la forme d'un contre-la-montre individuel de Savignano sul Rubicone à Cesena dans la région d'Émilie-Romagne, sur une distance de 35 km.

## Parcours
Ce chrono individuel se déroule sur un parcours presque complètement plat de 35 kilomètres comprenant de longs tronçons de routes rectilignes en s'orientant d'abord vers le nord, ensuite vers l'ouest puis de nouveau vers le nord.
Les temps intermédiaires sont pris à Fossa après 13 kilomètres, Ruffio après 23,1 kilomètres et au centre de la ville de Cesena après 29 kilomètres. La ligne d'arrivée est tracée au Technogym Village situé quelques kilomètres au nord-est du centre de Cesena, le long de la Via Calcinaro.
Cette étape contre-la-montre se dispute la veille de la première journée de repos.

## Déroulement de la course
Le premier coureur, Veljko Stojnić qui occupe la dernière place du classement général, s'élance à 13h15. Les coureurs partent ensuite à une minute d’intervalle jusqu’à Laurens De Plus, classé 15e qui s’élance à 15h46. Ensuite, trois minutes espacent les départs des coureurs du top 15. Le maillot rose Andreas Leknessund, démarre en dernier à 16h28, trois minutes après Remco Evenepoel et six minutes après Primož Roglič.
Malgré la plus grande distance à parcourir que lors de la première étape, les résultats sont beaucoup plus serrés et les quatre premiers terminent avec une différence de quatre secondes. Remco Evenepoel s'impose avec une seconde d'avance sur Geraint Thomas, deux sur Tao Geoghegan Hart et quatre sur Stefan Küng. Primož Roglič prend la sixième place à 17 secondes et Andreas Leknessund, arrivé à 1 min 15 s, perd le maillot rose au profit de Remco Evenepoel qui n'a toutefois pas réussi à creuser de gros écarts sur ses principaux rivaux.
Quelques heures plus tard, l'équipe Soudal Quick-Step annonce le retrait de l'épreuve de Remco Evenepoel en raison d'un test positif au Covid-19. Le Belge maillot rose ne sera donc pas au départ de la 10e étape.

## Résultats

### Classement de l'étape
| \| Classement de l'étape \| Classement de l'étape \| Classement de l'étape \| Classement de l'étape \| Classement de l'étape \| \| Coureur \| Coureur \| Pays \| Équipe \| Temps \| \| --------------------- \| --------------------- \| --------------------- \| --------------------- \| --------------------- \| \| 1er \| Remco Evenepoel \| Belgique \| Soudal Quick-Step \| 41 min 24 s \| \| 2e \| Geraint Thomas \| Royaume-Uni \| Ineos Grenadiers \| + 1 s \| \| 3e \| Tao Geoghegan Hart \| Royaume-Uni \| Ineos Grenadiers \| + 2 s \| \| 4e \| Stefan Küng \| Suisse \| Groupama-FDJ \| + 4 s \| \| 5e \| Bruno Armirail \| France \| Groupama-FDJ \| + 8 s \| \| 6e \| Primož Roglič \| Slovénie \| Jumbo-Visma \| + 17 s \| \| 7e \| Thymen Arensman \| Pays-Bas \| Ineos Grenadiers \| + 24 s \| \| 8e \| Aleksandr Vlasov \| Bannière neutre \| Bora-Hansgrohe \| + 30 s \| \| 9e \| João Almeida \| Portugal \| UAE Team Emirates \| + 35 s \| \| 10e \| Damiano Caruso \| Italie \| Bahrain Victorious \| + 42 s \| |                    |                 |                    |             |
| |                    |                 |                    |             |
| Source : ProCyclingStats |                    |                 |                    |             |
| Classement de l'étape |                    |                 |                    |             |
| Coureur | Coureur            | Pays            | Équipe             | Temps       |
| 1er | Remco Evenepoel    | Belgique        | Soudal Quick-Step  | 41 min 24 s |
| 2e | Geraint Thomas     | Royaume-Uni     | Ineos Grenadiers   | + 1 s       |
| 3e | Tao Geoghegan Hart | Royaume-Uni     | Ineos Grenadiers   | + 2 s       |
| 4e | Stefan Küng        | Suisse          | Groupama-FDJ       | + 4 s       |
| 5e | Bruno Armirail     | France          | Groupama-FDJ       | + 8 s       |
| 6e | Primož Roglič      | Slovénie        | Jumbo-Visma        | + 17 s      |
| 7e | Thymen Arensman    | Pays-Bas        | Ineos Grenadiers   | + 24 s      |
| 8e | Aleksandr Vlasov   | Bannière neutre | Bora-Hansgrohe     | + 30 s      |
| 9e | João Almeida       | Portugal        | UAE Team Emirates  | + 35 s      |
| 10e | Damiano Caruso     | Italie          | Bahrain Victorious | + 42 s      |

### Classements aux points intermédiaires
| Classement intermédiaire no 1 Fossa (km 13) | Classement intermédiaire no 1 Fossa (km 13) | Classement intermédiaire no 1 Fossa (km 13) | Classement intermédiaire no 1 Fossa (km 13) | Classement intermédiaire no 1 Fossa (km 13) |
|                                             | Coureur                                     | Pays                                        | Équipe                                      | Temps                                       |
| ------------------------------------------- | ------------------------------------------- | ------------------------------------------- | ------------------------------------------- | ------------------------------------------- |
| 1er                                         | A déterminer                                | '                                           | '                                           | en                                          |
| 2e                                          | A déterminer                                |                                             |                                             | +                                           |
| 3e                                          | A déterminer                                |                                             |                                             | +                                           |
| 4e                                          | A déterminer                                |                                             |                                             | +                                           |
| 5e                                          | A déterminer                                |                                             |                                             | +                                           |
| 6e                                          | A déterminer                                |                                             |                                             | +                                           |
| 7e                                          | A déterminer                                |                                             |                                             | +                                           |
| 8e                                          | A déterminer                                |                                             |                                             | +                                           |
| 9e                                          | A déterminer                                |                                             |                                             | +                                           |
| 10e                                         | A déterminer                                |                                             |                                             | +                                           |
| modifier                                    |                                             |                                             |                                             |                                             |

| Classement intermédiaire no 2 Ruffio (km 23.1) | Classement intermédiaire no 2 Ruffio (km 23.1) | Classement intermédiaire no 2 Ruffio (km 23.1) | Classement intermédiaire no 2 Ruffio (km 23.1) | Classement intermédiaire no 2 Ruffio (km 23.1) |
|                                                | Coureur                                        | Pays                                           | Équipe                                         | Temps                                          |
| ---------------------------------------------- | ---------------------------------------------- | ---------------------------------------------- | ---------------------------------------------- | ---------------------------------------------- |
| 1er                                            | A déterminer                                   | '                                              | '                                              | en                                             |
| 2e                                             | A déterminer                                   |                                                |                                                | +                                              |
| 3e                                             | A déterminer                                   |                                                |                                                | +                                              |
| 4e                                             | A déterminer                                   |                                                |                                                | +                                              |
| 5e                                             | A déterminer                                   |                                                |                                                | +                                              |
| 6e                                             | A déterminer                                   |                                                |                                                | +                                              |
| 7e                                             | A déterminer                                   |                                                |                                                | +                                              |
| 8e                                             | A déterminer                                   |                                                |                                                | +                                              |
| 9e                                             | A déterminer                                   |                                                |                                                | +                                              |
| 10e                                            | A déterminer                                   |                                                |                                                | +                                              |
| modifier                                       |                                                |                                                |                                                |                                                |

| \| Classement intermédiaire no 3 Cesena (km 29) \| Classement intermédiaire no 3 Cesena (km 29) \| Classement intermédiaire no 3 Cesena (km 29) \| Classement intermédiaire no 3 Cesena (km 29) \| Classement intermédiaire no 3 Cesena (km 29) \| \| \| Coureur \| Pays \| Équipe \| Temps \| \| -------------------------------------------- \| -------------------------------------------- \| -------------------------------------------- \| -------------------------------------------- \| -------------------------------------------- \| \| 1er \| A déterminer \| ' \| ' \| en \| \| 2e \| A déterminer \| \| \| + \| \| 3e \| A déterminer \| \| \| + \| \| 4e \| A déterminer \| \| \| + \| \| 5e \| A déterminer \| \| \| + \| \| 6e \| A déterminer \| \| \| + \| \| 7e \| A déterminer \| \| \| + \| \| 8e \| A déterminer \| \| \| + \| \| 9e \| A déterminer \| \| \| + \| \| 10e \| A déterminer \| \| \| + \| \| modifier \| \| \| \| \| |              |      |        |       |
| Classement intermédiaire no 3 Cesena (km 29) |              |      |        |       |
| | Coureur      | Pays | Équipe | Temps |
| 1er | A déterminer | '    | '      | en    |
| 2e | A déterminer |      |        | +     |
| 3e | A déterminer |      |        | +     |
| 4e | A déterminer |      |        | +     |
| 5e | A déterminer |      |        | +     |
| 6e | A déterminer |      |        | +     |
| 7e | A déterminer |      |        | +     |
| 8e | A déterminer |      |        | +     |
| 9e | A déterminer |      |        | +     |
| 10e | A déterminer |      |        | +     |
| modifier |              |      |        |       |

### Points attribués pour le classement par points
| \| Arrivée d'étape Cesena (km 35) \| Arrivée d'étape Cesena (km 35) \| Arrivée d'étape Cesena (km 35) \| Arrivée d'étape Cesena (km 35) \| Arrivée d'étape Cesena (km 35) \| \| ------------------------------ \| ------------------------------ \| ------------------------------ \| ------------------------------ \| ------------------------------ \| \| \| Coureur \| Pays \| Équipe \| Point(s) \| \| 1er \| Remco Evenepoel \| Belgique \| Soudal Quick-Step \| 15 \| \| 2e \| Geraint Thomas \| Grande-Bretagne \| Ineos Grenadiers \| 12 \| \| 3e \| Tao Geoghegan Hart \| Grande-Bretagne \| Ineos Grenadiers \| 9 \| \| 4e \| Stefan Küng \| Suisse \| Groupama-FDJ \| 7 \| \| 5e \| Bruno Armirail \| France \| Groupama-FDJ \| 6 \| \| 6e \| Primož Roglič \| Slovénie \| Jumbo-Visma \| 5 \| \| 7e \| Thymen Arensman \| Pays-Bas \| Ineos Grenadiers \| 4 \| \| 8e \| Aleksandr Vlasov \| Russie \| Bora-Hansgrohe \| 3 \| \| 9e \| João Almeida \| Portugal \| UAE Emirates \| 2 \| \| 10e \| Damiano Caruso \| Italie \| Bahrain Victorious \| 1 \| \| modifier \| \| \| \| \| |                    |                 |                    |          |
| Arrivée d'étape Cesena (km 35) |                    |                 |                    |          |
| | Coureur            | Pays            | Équipe             | Point(s) |
| 1er | Remco Evenepoel    | Belgique        | Soudal Quick-Step  | 15       |
| 2e | Geraint Thomas     | Grande-Bretagne | Ineos Grenadiers   | 12       |
| 3e | Tao Geoghegan Hart | Grande-Bretagne | Ineos Grenadiers   | 9        |
| 4e | Stefan Küng        | Suisse          | Groupama-FDJ       | 7        |
| 5e | Bruno Armirail     | France          | Groupama-FDJ       | 6        |
| 6e | Primož Roglič      | Slovénie        | Jumbo-Visma        | 5        |
| 7e | Thymen Arensman    | Pays-Bas        | Ineos Grenadiers   | 4        |
| 8e | Aleksandr Vlasov   | Russie          | Bora-Hansgrohe     | 3        |
| 9e | João Almeida       | Portugal        | UAE Emirates       | 2        |
| 10e | Damiano Caruso     | Italie          | Bahrain Victorious | 1        |
| modifier |                    |                 |                    |          |

## Classements à l'issue de l'étape

### Classement général
| \| Classement général \| Classement général \| Classement général \| Classement général \| Classement général \| \| Coureur \| Coureur \| Pays \| Équipe \| Temps \| \| ------------------ \| ------------------ \| ------------------ \| ------------------ \| ------------------ \| \| 1er \| Remco Evenepoel \| Belgique \| Soudal Quick-Step \| 34 h 33 min 42 s \| \| 2e \| Geraint Thomas \| Royaume-Uni \| Ineos Grenadiers \| + 45 s \| \| 3e \| Primož Roglič \| Slovénie \| Jumbo-Visma \| + 47 s \| \| 4e \| Tao Geoghegan Hart \| Royaume-Uni \| Ineos Grenadiers \| + 50 s \| \| 5e \| João Almeida \| Portugal \| UAE Team Emirates \| + 1 min 07 s \| \| 6e \| Andreas Leknessund \| Norvège \| Team DSM \| + 1 min 07 s \| \| 7e \| Aleksandr Vlasov \| Bannière neutre \| Bora-Hansgrohe \| + 1 min 48 s \| \| 8e \| Damiano Caruso \| Italie \| Bahrain Victorious \| + 2 min 13 s \| \| 9e \| Lennard Kämna \| Allemagne \| Bora-Hansgrohe \| + 2 min 37 s \| \| 10e \| Pavel Sivakov \| France \| Ineos Grenadiers \| + 3 min 00 s \| |                    |                 |                    |                  |
| |                    |                 |                    |                  |
| Source : ProCyclingStats |                    |                 |                    |                  |
| Classement général |                    |                 |                    |                  |
| Coureur | Coureur            | Pays            | Équipe             | Temps            |
| 1er | Remco Evenepoel    | Belgique        | Soudal Quick-Step  | 34 h 33 min 42 s |
| 2e | Geraint Thomas     | Royaume-Uni     | Ineos Grenadiers   | + 45 s           |
| 3e | Primož Roglič      | Slovénie        | Jumbo-Visma        | + 47 s           |
| 4e | Tao Geoghegan Hart | Royaume-Uni     | Ineos Grenadiers   | + 50 s           |
| 5e | João Almeida       | Portugal        | UAE Team Emirates  | + 1 min 07 s     |
| 6e | Andreas Leknessund | Norvège         | Team DSM           | + 1 min 07 s     |
| 7e | Aleksandr Vlasov   | Bannière neutre | Bora-Hansgrohe     | + 1 min 48 s     |
| 8e | Damiano Caruso     | Italie          | Bahrain Victorious | + 2 min 13 s     |
| 9e | Lennard Kämna      | Allemagne       | Bora-Hansgrohe     | + 2 min 37 s     |
| 10e | Pavel Sivakov      | France          | Ineos Grenadiers   | + 3 min 00 s     |

| Classement par points | Classement par points  | Classement par points | Classement par points | Classement par points |
| Coureur               | Coureur                | Pays                  | Équipe                | Points                |
| --------------------- | ---------------------- | --------------------- | --------------------- | --------------------- |
| 1er                   | Jonathan Milan         | Italie                | Bahrain Victorious    | 113 pts               |
| 2e                    | Kaden Groves           | Australie             | Alpecin-Deceuninck    | 100 pts               |
| 3e                    | Mads Pedersen          | Danemark              | Trek-Segafredo        | 89 pts                |
| 4e                    | Michael Matthews       | Australie             | Team Jayco AlUla      | 57 pts                |
| 5e                    | Remco Evenepoel        | Belgique              | Soudal Quick-Step     | 37 pts                |
| 6e                    | Aurélien Paret-Peintre | France                | AG2R Citroën Team     | 33 pts                |
| 7e                    | Vincenzo Albanese      | Italie                | Eolo-Kometa           | 32 pts                |
| 8e                    | Ben Healy              | Irlande               | EF Education-EasyPost | 29 pts                |
| 9e                    | Toms Skujiņš           | Lettonie              | Trek-Segafredo        | 28 pts                |
| 10e                   | Davide Bais            | Italie                | Eolo-Kometa           | 27 pts                |

| Classement par points | Classement par points  | Classement par points | Classement par points | Classement par points |
| Coureur               | Coureur                | Pays                  | Équipe                | Points                |
| --------------------- | ---------------------- | --------------------- | --------------------- | --------------------- |
| 1er                   | Jonathan Milan         | Italie                | Bahrain Victorious    | 113 pts               |
| 2e                    | Kaden Groves           | Australie             | Alpecin-Deceuninck    | 100 pts               |
| 3e                    | Mads Pedersen          | Danemark              | Trek-Segafredo        | 89 pts                |
| 4e                    | Michael Matthews       | Australie             | Team Jayco AlUla      | 57 pts                |
| 5e                    | Remco Evenepoel        | Belgique              | Soudal Quick-Step     | 37 pts                |
| 6e                    | Aurélien Paret-Peintre | France                | AG2R Citroën Team     | 33 pts                |
| 7e                    | Vincenzo Albanese      | Italie                | Eolo-Kometa           | 32 pts                |
| 8e                    | Ben Healy              | Irlande               | EF Education-EasyPost | 29 pts                |
| 9e                    | Toms Skujiņš           | Lettonie              | Trek-Segafredo        | 28 pts                |
| 10e                   | Davide Bais            | Italie                | Eolo-Kometa           | 27 pts                |

| Classement de la montagne | Classement de la montagne | Classement de la montagne | Classement de la montagne  | Classement de la montagne |
| Coureur                   | Coureur                   | Pays                      | Équipe                     | Points                    |
| ------------------------- | ------------------------- | ------------------------- | -------------------------- | ------------------------- |
| 1er                       | Davide Bais               | Italie                    | Eolo-Kometa                | 86 pts                    |
| 2e                        | Thibaut Pinot             | France                    | Groupama-FDJ               | 50 pts                    |
| 3e                        | Karel Vacek               | Tchéquie                  | Team Corratec-Selle Italia | 36 pts                    |
| 4e                        | Simone Petilli            | Italie                    | Intermarché-Circus-Wanty   | 32 pts                    |
| 5e                        | Amanuel Ghebreigzabhier   | Érythrée                  | Trek-Segafredo             | 26 pts                    |
| 6e                        | Ben Healy                 | Irlande                   | EF Education-EasyPost      | 24 pts                    |
| 7e                        | Aurélien Paret-Peintre    | France                    | AG2R Citroën Team          | 22 pts                    |
| 8e                        | Francesco Gavazzi         | Italie                    | Eolo-Kometa                | 18 pts                    |
| 9e                        | Warren Barguil            | France                    | Arkéa-Samsic               | 16 pts                    |
| 10e                       | Alessandro De Marchi      | Italie                    | Team Jayco AlUla           | 15 pts                    |

| Classement de la montagne | Classement de la montagne | Classement de la montagne | Classement de la montagne  | Classement de la montagne |
| Coureur                   | Coureur                   | Pays                      | Équipe                     | Points                    |
| ------------------------- | ------------------------- | ------------------------- | -------------------------- | ------------------------- |
| 1er                       | Davide Bais               | Italie                    | Eolo-Kometa                | 86 pts                    |
| 2e                        | Thibaut Pinot             | France                    | Groupama-FDJ               | 50 pts                    |
| 3e                        | Karel Vacek               | Tchéquie                  | Team Corratec-Selle Italia | 36 pts                    |
| 4e                        | Simone Petilli            | Italie                    | Intermarché-Circus-Wanty   | 32 pts                    |
| 5e                        | Amanuel Ghebreigzabhier   | Érythrée                  | Trek-Segafredo             | 26 pts                    |
| 6e                        | Ben Healy                 | Irlande                   | EF Education-EasyPost      | 24 pts                    |
| 7e                        | Aurélien Paret-Peintre    | France                    | AG2R Citroën Team          | 22 pts                    |
| 8e                        | Francesco Gavazzi         | Italie                    | Eolo-Kometa                | 18 pts                    |
| 9e                        | Warren Barguil            | France                    | Arkéa-Samsic               | 16 pts                    |
| 10e                       | Alessandro De Marchi      | Italie                    | Team Jayco AlUla           | 15 pts                    |

| Classement du meilleur jeune | Classement du meilleur jeune | Classement du meilleur jeune | Classement du meilleur jeune | Classement du meilleur jeune |
| Coureur                      | Coureur                      | Pays                         | Équipe                       | Temps                        |
| ---------------------------- | ---------------------------- | ---------------------------- | ---------------------------- | ---------------------------- |
| 1er                          | Remco Evenepoel              | Belgique                     | Soudal Quick-Step            | 34 h 33 min 42 s             |
| 2e                           | João Almeida                 | Portugal                     | UAE Team Emirates            | + 1 min 07 s                 |
| 3e                           | Andreas Leknessund           | Norvège                      | Team DSM                     | + 1 min 07 s                 |
| 4e                           | Thymen Arensman              | Pays-Bas                     | Ineos Grenadiers             | + 3 min 17 s                 |
| 5e                           | Santiago Buitrago            | Colombie                     | Bahrain Victorious           | + 5 min 25 s                 |
| 6e                           | Einer Rubio                  | Colombie                     | Movistar Team                | + 7 min 27 s                 |
| 7e                           | Ilan Van Wilder              | Belgique                     | Soudal Quick-Step            | + 12 min 52 s                |
| 8e                           | Alexander Cepeda             | Équateur                     | EF Education-EasyPost        | + 14 min 30 s                |
| 9e                           | Filippo Zana                 | Italie                       | Team Jayco AlUla             | + 14 min 31 s                |
| 10e                          | Michel Hessmann              | Allemagne                    | Jumbo-Visma                  | + 18 min 57 s                |

| Classement du meilleur jeune | Classement du meilleur jeune | Classement du meilleur jeune | Classement du meilleur jeune | Classement du meilleur jeune |
| Coureur                      | Coureur                      | Pays                         | Équipe                       | Temps                        |
| ---------------------------- | ---------------------------- | ---------------------------- | ---------------------------- | ---------------------------- |
| 1er                          | Remco Evenepoel              | Belgique                     | Soudal Quick-Step            | 34 h 33 min 42 s             |
| 2e                           | João Almeida                 | Portugal                     | UAE Team Emirates            | + 1 min 07 s                 |
| 3e                           | Andreas Leknessund           | Norvège                      | Team DSM                     | + 1 min 07 s                 |
| 4e                           | Thymen Arensman              | Pays-Bas                     | Ineos Grenadiers             | + 3 min 17 s                 |
| 5e                           | Santiago Buitrago            | Colombie                     | Bahrain Victorious           | + 5 min 25 s                 |
| 6e                           | Einer Rubio                  | Colombie                     | Movistar Team                | + 7 min 27 s                 |
| 7e                           | Ilan Van Wilder              | Belgique                     | Soudal Quick-Step            | + 12 min 52 s                |
| 8e                           | Alexander Cepeda             | Équateur                     | EF Education-EasyPost        | + 14 min 30 s                |
| 9e                           | Filippo Zana                 | Italie                       | Team Jayco AlUla             | + 14 min 31 s                |
| 10e                          | Michel Hessmann              | Allemagne                    | Jumbo-Visma                  | + 18 min 57 s                |

| Classement par équipes | Classement par équipes | Classement par équipes | Classement par équipes |
| Équipe                 | Équipe                 | Pays                   | Temps                  |
| ---------------------- | ---------------------- | ---------------------- | ---------------------- |
| 1re                    | Ineos Grenadiers       | Royaume-Uni            | 103 h 43 min 30 s      |
| 2e                     | Bahrain Victorious     | Bahreïn                | + 6 min 19 s           |
| 3e                     | EF Education-EasyPost  | États-Unis             | + 7 min 08 s           |
| 4e                     | Jumbo-Visma            | Pays-Bas               | + 8 min 09 s           |
| 5e                     | UAE Team Emirates      | Émirats arabes unis    | + 9 min 38 s           |
| 6e                     | Bora-Hansgrohe         | Allemagne              | + 9 min 54 s           |
| 7e                     | Soudal Quick-Step      | Belgique               | + 16 min 39 s          |
| 8e                     | Groupama-FDJ           | France                 | + 25 min 54 s          |
| 9e                     | Israel-Premier Tech    | Israël                 | + 27 min 05 s          |
| 10e                    | Movistar Team          | Espagne                | + 28 min 08 s          |

| Classement par équipes | Classement par équipes | Classement par équipes | Classement par équipes |
| Équipe                 | Équipe                 | Pays                   | Temps                  |
| ---------------------- | ---------------------- | ---------------------- | ---------------------- |
| 1re                    | Ineos Grenadiers       | Royaume-Uni            | 103 h 43 min 30 s      |
| 2e                     | Bahrain Victorious     | Bahreïn                | + 6 min 19 s           |
| 3e                     | EF Education-EasyPost  | États-Unis             | + 7 min 08 s           |
| 4e                     | Jumbo-Visma            | Pays-Bas               | + 8 min 09 s           |
| 5e                     | UAE Team Emirates      | Émirats arabes unis    | + 9 min 38 s           |
| 6e                     | Bora-Hansgrohe         | Allemagne              | + 9 min 54 s           |
| 7e                     | Soudal Quick-Step      | Belgique               | + 16 min 39 s          |
| 8e                     | Groupama-FDJ           | France                 | + 25 min 54 s          |
| 9e                     | Israel-Premier Tech    | Israël                 | + 27 min 05 s          |
| 10e                    | Movistar Team          | Espagne                | + 28 min 08 s          |

## Abandons
- Davide Cimolai (Cofidis) : non partant